# Китятки сибірські
Китятки сибірські (Polygala sibirica) — вид рослин родини китяткові (Polygalaceae), поширений у Східній і Південно-Східній Європі та в Азії.

## Опис
Багаторічна рослина 10–25 см заввишки. Квітки в бічних односторонніх китицях, довших, ніж облистена верхівка стебла. Віночок блідо-фіолетовий або синюватий. Коробочка округло-обернено-серцеподібна, 6–6.5 мм завдовжки, з неглибокою виїмкою і крилатими, тонко-війчастими краями.

## Поширення й екологія
Вид поширений у Східній і Південно-Східній Європі, великій частині Азії.
В Україні зростає на глинистих і кам'янистих схилах (вапнякових, крейдяних) — по Дністру і його притоках, рідко; в басейні Сів. Дінця і на півдні Донецької обл. і р. Міуса.

## Використання
Лікарська рослина.